# Gustavo Scarpa
Gustavo Henrique Furtado Scarpa (Hortolândia, 5 de enero de 1994), más conocido como Gustavo Scarpa, es un futbolista brasileño que juega como centrocampista para el Atlético Mineiro del Campeonato Brasileño de Serie A.

## Trayectoria
Scarpa nació en Hortolândia, São Paulo, y representó a Guaraní, Santos, Paulínia y Desportivo Brasil antes de unirse a Fluminense en 2012. Debutó el 1 de junio de 2014, llegando como un sustituto tardío para Rafael Sóbis en un empate 1–1 en casa contra Internacional.
Scarpa rara vez fue usado durante la temporada 2014, y se lo prestó a Red Bull Brasil el 22 de diciembre de 2014. Marcó su primer gol senior para el último lado el 11 de febrero siguiente, anotando el primero de su equipo en un Campeonato Paulista 3-2. ganar contra Bragantino; diez días después, agregó un gol adicional, anotando en un empate 2-2 en casa contra São Bento.
Después de presentarse regularmente, regresó a la gripe en mayo de 2015. Comenzó a presentarse más regularmente para el primer equipo dirigido por Enderson Moreira, que a menudo aparece como lateral izquierdo. Marcó su primer gol Série A el 9 de julio, obteniendo el único juego en un éxito en casa sobre Cruzeiro.
El 28 de septiembre de 2015 renovó su contrato hasta 2019 y terminó el año como titular indiscutible. Un pilar en el once inicial de Fluminense durante la campaña de 2016, marcó ocho goles en Brasileirão del año; lo más destacado incluyó un doble en un empate de 2-2 contra el Internacional.
Comenzó la temporada 2017 con cuatro goles en seis apariciones, anotando goles consecutivos contra Resende (1-0 en casa), Portuguesa-RJ (3-0 en casa), Bangu (4-0 en casa) y Globo (5-2 victoria fuera); el último vino de la línea media. El 25 de febrero, en un empate 0-0 en casa contra Madureira, fue reemplazado por Richarlison a medio tiempo después de sufrir una lesión en el tobillo; se reveló más tarde que se quedaría dos meses fuera, y mientras tanto extendió su contrato hasta 2020.
El 15 de enero de 2018 firmó un contrato de cinco años con Palmeiras. Durante ese periodo de tiempo conquistó ocho títulos, incluidas dos Copa Libertadores y dos Brasileirão.
El 4 de diciembre de 2022 se anunció su fichaje por el Nottingham Forest F. C. a partir del 1 de enero y hasta junio de 2026. Disputó diez encuentros en lo que quedaba de temporada y para la 2023-24 fue cedido al Olympiacos F. C. La cesión se canceló a final de año para regresar a Brasil y unirse a Atlético Mineiro.

## Selección nacional
El 19 de enero de 2017 fue convocado por Tite para un amistoso contra Colombia. Hizo su debut internacional seis días después, reemplazando a Lucas Lima en la victoria por 1-0 en el Engenhão.

## Palmarés

### Campeonatos interestaduales
| Título                 | Equipo           | País   | Año  |
| ---------------------- | ---------------- | ------ | ---- |
| Primera Liga de Brasil | Fluminense F. C. | Brasil | 2016 |

### Campeonatos regionales
| Título              | Equipo           | Estado       | Año  |
| ------------------- | ---------------- | ------------ | ---- |
| Campeonato Paulista | S. E. Palmeiras  | São Paulo    | 2020 |
| Campeonato Paulista | S. E. Palmeiras  | São Paulo    | 2022 |
| Campeonato Mineiro  | Atlético Mineiro | Minas Gerais | 2024 |
| Campeonato Mineiro  | Atlético Mineiro | Minas Gerais | 2025 |

### Campeonatos nacionales
| Título         | Equipo          | País   | Año  |
| -------------- | --------------- | ------ | ---- |
| Serie A        | S. E. Palmeiras | Brasil | 2018 |
| Copa de Brasil | S. E. Palmeiras | Brasil | 2020 |
| Serie A        | S. E. Palmeiras | Brasil | 2022 |

### Campeonatos internacionales
| Título              | Equipo          | Sede               | Año  |
| ------------------- | --------------- | ------------------ | ---- |
| Copa Libertadores   | S. E. Palmeiras | Río de Janeiro     | 2020 |
| Copa Libertadores   | S. E. Palmeiras | Montevideo         | 2021 |
| Recopa Sudamericana | S. E. Palmeiras | Curitiba/São Paulo | 2022 |